# Вализа

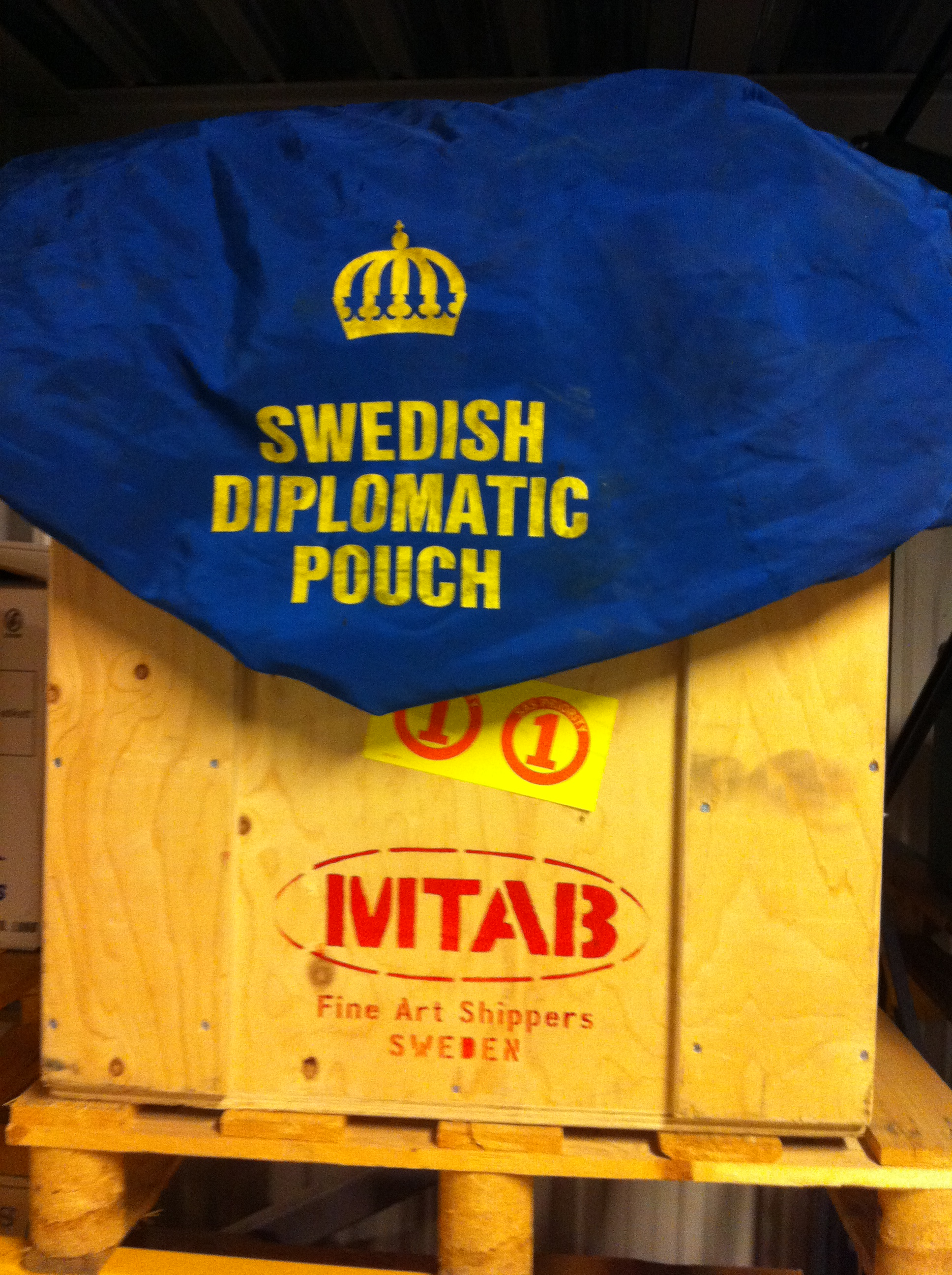

Вали́за (от фр. valise postale «почтовый мешок») — единица багажа, дипломатическая почта (сумка, пакет, конверт) дипломатического курьера, пользующаяся неприкосновенностью.
Все места, составляющие консульскую вализу, должны иметь видимые внешние знаки, указывающие на их характер, и могут содержать только официальную корреспонденцию и документы или предметы, предназначенные исключительно для официального пользования. 
Дипломатическая вализа не подлежит задержанию или вскрытию (досмотру). Однако в тех случаях, когда компетентные власти государства пребывания имеют серьезные основания полагать, что в вализе содержится что-то другое, кроме корреспонденции, документов или предметов, перечисленных в пункте 4 статьи 35, Венской конвенции о консульских сношениях, они могут потребовать, чтобы вализа была вскрыта в их присутствии уполномоченным представителем представляемого государства. В том случае, если власти представляемого государства откажутся выполнить это требование, вализа возвращается в место отправления.
Согласно Таможенному кодексу ЕАЭС, вализа может содержать только официальную корреспонденцию и документы или товары, которые предназначены исключительно для официального пользования.
При наличии серьёзных оснований предполагать, что в вализе содержатся документы и (или) товары не для официального пользования, таможенный орган вправе потребовать, чтобы консульская вализа была вскрыта уполномоченными лицами представляемого иностранного государства в присутствии сотрудника таможенного органа. В случае отказа от вскрытия консульская вализа возвращается в место отправления (Венской конвенции о консульских сношениях 1963 г., Таможенный кодекс Таможенного Союза, Ст. 323, п. 1).
Несмотря на то, что безопасность диппочты и дипкурьеров гарантирована международным правом, «груз» представляет постоянный интерес для спецслужб других государств.